# Ternatea grandiflora
Ternatea grandiflora là một loài thực vật có hoa trong họ Đậu. Loài này được (M. Martens & Galeotti) Kuntze miêu tả khoa học đầu tiên năm 1891.